# Susann Neuenfeldt

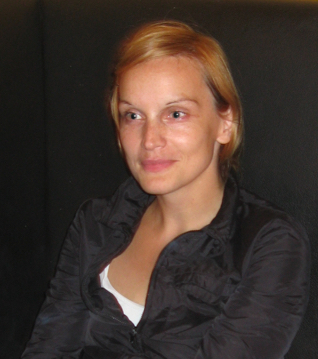
Susann Neuenfeldt (2012)

Susann Neuenfeldt (* 14. Juli 1974 in Schwedt/Oder) ist eine deutsche Theaterregisseurin. Seit 2009 arbeitet sie als künstlerische Leiterin und Regisseurin für das freie Berliner Theaterkollektiv Panzerkreuzer Rotkäppchen (PKRK).

## Leben
Susann Neuenfeldt wuchs in Schwedt an der Oder auf. Von 1995 bis 2004 studierte sie Theaterwissenschaften, Amerikanistik und Neuere Deutsche Literatur an der Freien Universität, der Humboldt-Universität und der New York University. Im Jahr 2011 promovierte sie mit einer kulturwissenschaftlichen Arbeit zu Figurationen des weiblichen Flaneurs, Voyeurs und Stalker an der Humboldt-Universität zu Berlin. Von 2006 bis 2010 arbeitete sie als Regie- und Dramaturgieassistentin für die Theaterregisseurin Mareike Mikat am bat-Studiotheater der Hochschule für Schauspielkunst Ernst Busch, im Theater unterm Dach, Skala Leipzig, Hebbel am Ufer (HAU I), Volksbühne und Maxim Gorki Theater. Ihr Regiedebüt feierte sie im Jahr 2010 am Haus der Kulturen der Welt mit dem dokumentarischen Theaterstück Filizid - Monolog einer Kindsmörderin und dem szenischen Dialog Salmas Brüste: Frida Kahlo trifft Rosa Luxemburg. Von 2012 bis 2015 arbeitete Neuenfeldt als Hausregisseurin in der Theaterkapelle Berlin-Friedrichshain. Neben ihrer Arbeit an Theatern ist sie als Dozentin an der Universität der Künste Berlin, der Humboldt-Universität Berlin und dem IES Abroad tätig.

## Künstlerisches Schaffen
Neuenfeldt bearbeitet in ihren Theaterproduktionen vorrangig Stoffe der DDR und Post-DDR. Ihre Regiearbeit ist geprägt von den Umbruchzeiten der 1990er Jahre. In allen Stücken fokussiert Neuenfeldt auf marginalisierte weibliche Stimmen aus dem Osten. Schauspielerinnen spielen in Neuenfeldts Stücken Hauptrollen oder klassisch männliche Helden. In ihrer Theaterarbeit setzt Neuenfeldt auf lokale Gebundenheit. Ihre Theaterproduktionen finden an den Orten ihrer Themen statt, z. B. im ehemaligen NVA-Gefängnis in Schwedt/Oder, in der Berliner Anwaltskanzlei Gleiss Lutz, in einer ehemaligen Textilmaschinenfabrik in Apolda, im Berliner Technoclub About Blank oder in der ehemaligen Stasi-Zentrale Berlin-Lichtenberg.
Seit 2012 arbeitet Neuenfeldt eng mit der Choreographin und Schauspielerin Maike Möller-Engemann von Constanza Macras/Dorkypark zusammen. Zusammen entwickelten Neuenfeldt und Möller-Engemann eine eigene Form des politischen Körpertheaters.

### Panzerkreuzer Rotkäppchen
Im Jahr 2009 gründete Neuenfeldt gemeinsam mit dem Autor Simon Strick und dem Raumgestalter Werner Türk das freie Berliner Theaterkollektiv Panzerkreuzer Rotkäppchen (PKRK). Der Name des Kollektivs spielt auf Sergei Eisensteins Film Panzerkreuzer Potemkin (1925) sowie auf die DDR-Sektmarke Rotkäppchen an. In seinen Produktionen kombiniert das Kollektiv dokumentarisches Material mit theatralen Verfremdungstechniken. Panzerkreuzer Rotkäppchen feierte seinen größten Erfolg im Jahr 2019 mit der Wiederbelebung der ersten freien Demonstration der DDR, der Reinszenierung der Alexanderplatz-Demonstration vom 4. November 1989 im Rahmen des 30. Jahrestags zum Mauerfall. Von 2020 bis 2022 rief Neuenfeldt für Panzerkreuzer Rotkäppchen das Projekt „TreuhandTechno“ ins Leben. Mit „TreuhandTechno“ untersuchte Neuenfeldt die Verbindungen zwischen den Treuhandabwicklungen ostdeutscher Betriebe und der Entwicklung von deutschem Techno in den frühen 1990er Jahren aus weiblichen Perspektiven. Das Projekt fand an fünf verschiedenen Stationen im Osten statt – in Apolda, Jena, Leipzig, Berlin und Görlitz.

## Rezensionen
Neuenfeldts Inszenierungen mit PKRK „TreuhandTechno“ und „Theater der Revolution“ erlangten ein weites Medienecho und wurden unter anderen vom Deutschlandfunk, dem Spiegel, der FAZ und in der taz besprochen.

## Werke

### Performance/Theater
- 2022 Künstlerische Leitung des Projekts „Working Girls, 1988.“, ein Performance-Projekt zu Katharina Witt und Debra Thomas, gefördert vom Fonds Darstellende Künste.
- 2022 Künstlerische Leitung und Regie: Brofaromin OST, gefördert vom Hauptstadtkulturfonds Berlin in Kooperation mit dem Theater Thikwa und der ehemaligen Stasizentrale in Berlin-Lichtenberg
- 2021, Künstlerische Gestaltung des Glockenmuseum Apolda, gefördert von den Partnerschaften für Demokratie Weimarer Landkreis
- 2020–2022 Künstlerische Leitung und Regie: TreuhandTechno, gefördert vom Fonds Darstellende Künste, Hauptstadtkulturfonds, der Rosa Luxemburg Stiftung und den Partnerschaften für Demokratie Weimarer Land.
- 2019, Künstlerische Leitung und Regie: 41189 - Theater der Revolution, in Koproduktion mit der Kulturprojekte Berlin GmbH, gefördert von der Bundeszentrale für politische Bildung und unterstützt von Marianne Birthler.
- 2018, Künstlerische Leitung und Regie: Der Mann im Fahrstuhl nach Heiner Müller, gefördert vom Theaterhaus Berlin-Mitte.
- 2017, Künstlerische Leitung und Regie: Jakob der Lügner nach Jurek Becker und Heiner Müller in Kooperation mit der der israelischen Filmemacherin Zlila Helman und dem israelischen Theaterwissenschaftler Gad Kaynar
- 2016, Künstlerische Leitung und Regie: Moby Dick Mittelmeer, theatrale Installation in der Lange Nacht der Wissenschaften Berlin, gefördert vom Institut für Amerikanistik der Humboldt-Universität.
- 2016, Künstlerische Leitung und Regie: WAR IS OVER, Reenactment des Bed-In von John Lennon und Yoko Ono, gefördert vom Kunstsalon Fliegel und Weisheit Berlin.
- 2016, Künstlerische Leitung und Regie: [Trump ist] Die Schneekönigin, gefördert von der UdK Berlin und unterstützt vom Theaterhaus Berlin-Mitte.
- 2014, Künstlerische Leitung und Regie: Hänsel | Gretel | Phase III, intergenerationales Theaterprojekt gefördert vom Acker Stadt Palast, der P 14 der Volksbühne und der Charité Berlin.
- 2014, Künstlerische Leitung und Regie: Nicht nur zur Weihnachtszeit nach Heinrich Böll, gefördert von der Anwaltskanzlei Gleiss Lutz und dem Babylon Berlin.
- 2014, Künstlerische Leitung und Regie: Bartleby, der Schreiber, nach Hermann Melville, gefördert von der Kanzlei Gleiss Lutz, Erstes Berliner Office-Theater.
- 2013, Künstlerische Leitung und Regie: Der Mann im Fahrstuhl (Autor: Heiner Müller) in der Heiner-Müller-Nacht der Theaterkapelle Berlin am 30. Dezember 2013.
- 2013, Künstlerische Leitung und Regie: Frida Kahlo trifft Rosa Luxemburg, Stückentwicklung gefördert von der Theaterkapelle Berlin und der Bundeszentrale für Politische Bildung, Wiederaufnahme.
- 2012, Regie: NaKKt unter Wölfen, intergenerationales Theaterprojekt gefördert vom Anne Frank Zentrum Berlin und der Bundeszentrale für politische Bildung.[23]
- 2012, Künstlerische Leitung und Regie: Der Soldat und die Königin (Autor: Simon Strick), Anti-Kriegsstück in Zusammenarbeit mit der Theaterkapelle Berlin-Friedrichshain.
- 2012, Künstlerische Leitung Regie: Inglourious Lolitas, gefördert von der Theaterkapelle Berlin-Friedrichshain, der P 14 und der Schauspielschule Goldoni.
- 2012, Künstlerische Leitung und Regie: Ab nach Schwedt (NVA-Gefängnisprojekt), intergenerationales Theaterprojekt gefördert von der Bundeszentrale für Politische Bildung, dem Hugenotten-Verein Schwedt / Oder und den Uckermärkischen Bühnen Schwedt.
- 2012, Künstlerische Leitung und Regie: Das Schreien der Lämmer, szenische Installation von Essensbiographien in der Wende und Nachwendezeit, gefördert von der Theaterkapelle Berlin-Friedrichshain.
- 2011, Regie: THEATERTOD, Performance auf dem Heiner Müller-Festival gefördert von der Zeitschrift POLAR, Sophiensaele Berlin.[24]
- 2010, Künstlerische Leitung und Regie: Salmas Brüste - Rosa Luxemburg trifft Frida Kahlo, Produktionsleiterin: Internationales Theaterfestival Grenzgängerinnen: Women in Transit im Haus der Kulturen der Welt gefördert von der Bundeszentrale für Politische Bildung.[25]
- 2010, Künstlerische Leitung und Regie: Filizid – Monolog einer Kindsmörderin (Autor: Simon Strick), gefördert von der Bundeszentrale für politische Bildung.[26]

### Texte
- 2021, „Dürfen wir Eure Revolution anfassen? - Eine Wiederbelebung des 4.11.89.“ (mit Anna Stiede) In: Die Straße ist die Tribüne des Volkes. Hrsg. Caroline Moine et al. LINKS Verlag.[27]
- 2018, „Allianz statt Konkurrenz“ (mit Simon Strick), zur Debatte “Sind Ostdeutsche Migranten?”, in taz - die Tageszeitung, 4. Juli 2018.[28]
- 2015, Schauspiele des Sehens: Die Figur der Flaneurin, Voyeurin und Stalkerin, Monographie 2015 (Winter Verlag).[29]
- 2015, „Zähne zeigen: Dentale Imagines im Kalten und postkalten Krieg“, In: Das Dentale: Faszination des oralen Systems in Wissenschaft und Kultur (Hg. Böhme / Kordaß), Quintessenz Verlag.[30]
- 2014, „Die betroffene Feldherrin oder: where in the world is Osama Bin Laden“, In: Hillarys Hand. Zur politischen Ikonographie der Gegenwart (Hg. Kauppert / Leser), transcript Verlag.[31]
- 2011, „Mit den Wölfen heulen – Animalisierte Phantasien der politischen Umbrüche 1989“, in: Visualisierungen des Umbruchs (Hg. Karaminova /Jung), Peter Lang.[32]
- 2009, Auf den Zahn fühlen – Zum Zusammenhang von Zahn, Zahntechnologien und Staatsgewalt in der DDR und in der Wendezeit. In: Nachbilder der Wende. Hrsg. von Inge Stephan / Alexandra Tacke, Böhlau.[33]
- 2005, „Tödliche Perspektiven: Die toten sprechenden Frauenfiguren in Elfriede Jelineks Dramoletten 'Der Tod und das Mädchen I-V'“, in: Sprachkunst. Beiträge zur Literaturwissenschaft XXXVI, 1. Halbband 2005.